# Брянский арсенал
ЗАО «Бря́нский арсена́л» — машиностроительное предприятие в городе Брянске, одно из старейших в России.
За свою историю неоднократно меняло профиль деятельности. По состоянию на 2020 год входит в компанию ООО «ОМГ Строительно-дорожные машины»; основной продукцией предприятия являются автогрейдеры, также проводится модернизация асфальтоукладчиков и дорожных фрез.

## История

### Основание завода и первые десятилетия
В годы правления Петра I в Брянске были построены оружейные мастерские, занимавшиеся производством холодного оружия: пик, алебард и тому подобного. 12 января 1783 года по указу Екатерины II в Брянске началось строительство арсенала. Строительство продолжалось до 1789 года, но ещё раньше завод приступил к испытанию и производству орудий. В 1799 году к заводу, получившему название Брянский арсенал, был присоединён Московский оружейный завод. Основной продукцией завода стали орудия, лафеты, зарядные устройства и прочее вооружение. В 1811 году управляющим арсенала был назначен генерал-майор К. К. Бухгольц. На заводе также проводятся курсы обучения офицеров. Производимое арсеналом вооружение используется в различных войнах, включая Отечественную войну и Крымскую войну. После Отечественной войны число работников завода составляло около 1000 человек. В 1882 году произведённая арсеналом пушка удостаивается диплома I разряда на Всероссийской выставке в Москве.

### Первая половина XX века
В 1910 году завод переименован в Брянский арсенал I разряда. После Октябрьской революции в ноябре 1917 года предприятие переходит в ведение Главного артиллерийского управления Наркомата по военным делам РСФСР. В мае 1918 года предприятие частично эвакуируется в Нижний Новгород в связи с возможной интервенцией. Через год предприятие возвращается в Брянск, начинается выпуск и ремонт орудий для Красной Армии. В июне 1919 года завод получает название Брянский Красный Артиллерийский механический завод Орудийно-Арсенального треста. В начале 1920 годов на заводе работало около 2000 человек. В 1927 году предприятие снова переименовывается, новое название Брянский механический завод № 13. С 1936 года завод получает имя С. М. Кирова.

### Годы Великой Отечественной войны
После начала Великой Отечественной войны летом 1941 года завод эвакуируется в город Усть-Катав на Урале. В тыл эвакуируются около 10 тысяч работников предприятия и членов их семей. В эвакуации находится в ведении Народного Комиссариата Вооружения и получает название Брянский завод № 13 им. Кирова. Осенью 1943 года Брянск был освобождён от немецких захватчиков, и началось восстановление завода, цеха и здания которого подверглись почти полному разрушению во время оккупации. Восстановительные работы продолжались около года. Девятого мая 1944 года завод вновь был переименован и стал называться Брянский завод № 790.

### «Дормаш»
После войны постановлением СНК СССР от 17 февраля 1946 года завод передаётся в подчинение Главному управлению по производству дорожных машин (Главдормаш), находившемуся в подчинении Министерства строительного и дорожного машиностроения (Минстройдормаш). Приказом Министерства № 14 от 26 января 1948 года предприятие получает название Брянский завод дорожных машин, сокращённо «Дормаш». В 1967 году в честь 50-летия революции предприятие получило название Брянский завод дорожных машин имени 50-летия Великого Октября. В январе 1971 года завод был награждён орденом Ленина за досрочное выполнение плана 8-й пятилетки, за успешное освоение выпуска новых дорожных и мелиоративных машин. В феврале 1983 года завод награждается орденом Трудового Красного Знамени за успешное выполнение производственных планов и социалистических обязательств, а также в связи с 200-летием со дня основания.

### «Брянский арсенал»
В сентябре 1993 года постановлением администрации Советского района города Брянска зарегистрировано ОАО «Брянский арсенал», ставшее преемником «Дормаша». Основной продукцией предприятия остаются дорожные машины — автогрейдеры, дорожные фрезы и т. п. В 2001 году завод входит в холдинг «РусПромАвто». После его реструктуризации в 2005 году создаётся холдинг «Группа ГАЗ», частью которого (дивизион «Спецтехника») становится завод. Во второй половине 2000 годов продукция завода неоднократно получает дипломы программы «100 лучших товаров России». В 2007 году старая территория завода продаётся компании «Брянскстройинвест», которая планирует использовать её под жилую застройку и для возведения торгово-развлекательных и офисных комплексов. В мае 2012 года создаётся совместное предприятие с корпорацией Terex (США), производящей строительную и другую промышленную технику.
С 29 апреля 2020 года ЗАО «Брянский арсенал» входит в Управляющую компанию «ОМГ Строительно-дорожные машины».

## Продукция
Со времени своего основания в конце XVIII века и до начала XX века завод выпускал преимущественно военную продукцию: орудия, снаряды, лафеты, приборы для артиллерии. После Октябрьской революции, в 1920-х годах, на предприятии начался выпуск текстильного оборудования, деталей для паровозов и вагонов, товаров народного потребления. В конце 1930-х годов началось производство миномётов.
В 1946 году, после образования «Дормаша», основной продукцией завода становится дорожная и строительная техника. Предприятие осваивает производство транспортёров, прицепных грейдеров и автогрейдеров, смесителей асфальтобетона, битумных насосов, дорожных фрез. В 1957 году заводом изготовлена первая в СССР мощная землеройная машина, ей стал самоходный грейдер-элеватор мощностью 300 л. с. Продукция завода получает высокие награды: в 1958 году автогрейдер Д-369 удостаивается золотой медали на Международной выставке в Брюсселе, в том же году автогрейдер Д-446 награждается золотой медалью ВДНХ. Продукция предприятия находит спрос также за рубежом и экспортируется в Румынию, Югославию, на Кубу и в ряд других стран. В 1972 году завод начал выпускать роторные траншейные экскаваторы ЭТР-253 для отрытия траншей под магистральные трубопроводы. Возрастает роль экспорта: так, автогрейдер Д-99 отправляется в 18 стран мира. Возрастает уровень и качество производимой продукции. В 1976 году экскаватор-дреноукладчик Д-659Б был признан лучшей машиной года по решению Государственного комитета по науке и технике, роторный траншейный экскаватор ЭТР-253А получает Государственный знак качества. Вскоре начинается выпуск экскаваторов-дреноукладчиков ЭТЦ-406, оснащённых гидроприводом рабочего органа, транспортёра и ходоуменьшителя. Эта модель дреноукладчика в 1978 году замещает бывший в производстве Д-459Б и получает знак качества в 1980 году. Список продукции, производившейся «Дормашем» за время своего существования, широк. В разное время завод производил бульдозеры, корчеватели-собиратели, погрузчики, рыхлители, скреперы, грейдеры, грейдеры-элеваторы, планировщики откосов, ленточные транспортеры, битумные насосы, асфальтосмесители, бетоноплавильные агрегаты, дреноукладчики, а также различные опытные машины, запасные части и детали к строительным машинам, вагонам, сельскохозяйственным машинам, текстильное оборудование и др.
После реструктуризации предприятия и образования Брянского арсенала в 1990-х годах завод продолжает выпускать преимущественно дорожную технику. Основной продукцией предприятия становятся автогрейдеры.

## Известные сотрудники
- Борович, Лев Агафонович (1858—1938) — главный механик завода. Первый Герой Труда Брянска[6].